# ويليام شولز
وليام شولز (بالإنجليزية: William F. Schulz)‏، كاهن وحدوي خلاصي، اشتهر بدوره كمدير تنفيذي لمنظمة العفو الدولية في الولايات المتحدة الأمريكية، القسم الأمريكي في منظمة العفو الدولية، منذ مارس 1994 وحتى 2006. وهو متحدث بارز وناشط ومؤلف يركز بشكل أساسي على قضية حقوق الإنسان ودور حكومة الولايات المتحدة في تعزيزها أو تجاهلها.  بالإضافة إلى ظهوره في عديد من المناسبات العامة، فقد انضم إلى العديد من المنظمات غير الربحية والجامعات.

## النشأة
وُلِد ويليام شولز في 14 نوفمبر 1949 للأستاذ ويليام ف. شولز وجان شولز في بيتسبيرغ بولاية بنسلفانيا. التحق بكلية أوبرلين للحصول على درجة البكالوريوس، وحصل عليها في عام 1971. حصل على درجة الماجستير من جامعة شيكاغو في عام 1974، وحصل على درجة الدكتوراه في الكهنوت من كلية ميدفيل لومبارد اللاهوتية في عام 1975. وتزوج من زوجته ريف بيث غراهام، والتي هي أيضًا كاهنة وحدوية خلاصية، في عام 1993.

## السيرة المهنية
عمل شولز ككاهنٍ في ولاية ماساتشوستس، في أول كنيسة أبرشية وحدوية خلاصية في بيدفورد، ماساتشوستس من عام 1975 إلى عام 1978، ثم رئيسًا لجمعية الوحدوين الخلاصيين في بوسطن حتى عام 1993.

### منظمة العفو الدولية
يتمثل دور شولز الأكثر شهرة في الفترة التي قضاها في منصب المدير التنفيذي لمنظمة العفو الدولية في الولايات المتحدة الأمريكية، وهي منظمة غير حكومية تركز على حقوق الإنسان، من عام 1994 إلى عام 2006. وخلال هذه الفترة، ظهر في عدة مرات كضيف على البرامج الإذاعية والتلفزيونية الوطنية، وأدلى بشهادته أمام الكونغرس بشأن قضايا تتعلق بحقوق الإنسان. خلال فترة ولايته، كان يُنظر إلى منظمة العفو الدولية على أنها تتجه بشكل متزايد نحو تبني سياسة التدخل، حيث دعت المنظمة الولاياتِ إلى لعب دور أكثر فاعلية في حماية حقوق الإنسان، وتشجيع التعاون على تطبيق القانون وحتى تشجيع استخدام القوة العسكرية إن لزم الأمر.
أكدت كتاباته الخاصة خلال فترة ولايته على أهمية الإعلان العالمي لحقوق الإنسان باعتباره تجسيدًا للمفهوم الدولي لحقوق الإنسان.  خلال الخطاب الذي ألقاه عند تسلمه لقب «إنسانيِّ العام» من الجمعية الإنسانية الأمريكية في عام 2000، قال «الحقيقة هي أن المجتمع العالمي لم يتمكن أبدًا من الاتفاق على أساس إلهي لحقوق الإنسان أو على أساس مستمد من القانون الطبيعي. لكن هناك طريقة واسعة ثالثة لتبرير مفهوم حقوق الإنسان التي، على الرغم من أنها لا تمنحهم تزكية الإله أو موافقة الطبيعة، إلا أنها تضعهم في المجتمع الإنساني، وهذه الطريقة الثالثة تحمل العديد من الأسماء –البراغماتية، والشيوعية، وما بعد الحداثة عند آخرين– ولكنها في النهاية ليست أكثر من تعبير عن الدافع الإنساني.»
وخلال فترة ولايته أيضًا، أدت العلاقات الاقتصادية المتزايدة مع الصين إلى التدقيق والنقاش حول سياسات الصين فيما يتعلق بحقوق الإنسان.  وخلال شهادته أمام مجلس الولايات المتحدة، انتقد الاستخدام المتزايد لعقوبة الإعدام وكذلك إنزال عقوبات السجن والتعذيب بالناشطين الديمقراطيين والأقليات العرقية والدينية. وأعرب عن معارضته على وجه الخصوص استمرار وضع الصين كالدولة الأولى بالرعاية التجارية، حيث قال: «الرسالة واضحة، العلاقات التجارية الجيدة في خضم انتهاكات حقوق الإنسان أمر مقبول لدى الولايات المتحدة».
كانت أحداث هجمات 11 سبتمبر والتوسع الذي تبعها لجهود الولايات المتحدة في مجال مكافحة الإرهاب موضوع كتابه الذي صدر عام 2003 بعنوان «الإرث الملوث: 9/11 وانتهاك حقوق الإنسان» والذي ينتقد فيه كلاً من استخدام الحكومة للتعذيب، الذي ينسب إليه فضل إلهام الإرهابيين، وكذلك بعض زملائه الناشطين في مجال حقوق الإنسان لفشلهم في تسليط الضوء على الإرهاب والإبادة الجماعية وجعلها ضمن قضايا حقوق الإنسان. 

### لجنة الخدمة الوحدوية الخلاصية
شغل شولز منصب الرئيس والمدير التنفيذي للجنة الخدمة الوحدوية الخلاصية منذ عام 2010 وحتى تقاعده سنة 2016.

### كتاباته
ألف شولز العديد من الكتب أثناء حياته المهنية وخلال تقاعده، بالإضافة إلى مساهماته المتكررة في الصحف والمجلات الدورية. فيما يلي مجموعة مختارة من كتبه:
- ماذا علمني التعذيب: وتأملات أخرى في العدالة واللاهوت، 2013.
- تراث ملوث: 11 سبتمبر وانتهاك حقوق الإنسان، 2003
- صياغة البيان الرسمي: ولادة الإنسانية الدينية، 2002
- من منظور مصلحتنا الخاصة: كيف ينفعنا جميعًا الدفاع عن حقوق الإنسان، 2001

## الانتماءات
خدم شولز في مجالس إدارة العديد من المنظمات بما في ذلك «المناصرين لأسلوب الحياة الأمريكي» و «جمعية تنظيم الأسرة الأمريكية» و «الشبكة المجتمعية» و «الاتحاد الأمريكي لفصل الكنيسة عن الدولة».  وهو زميل أقدم في مركز كار لسياسة حقوق الإنسان بكلية كينيدي للشؤون الحكومية بجامعة هارفارد، وزميل أقدم في مركز التقدم الأمريكي، وأستاذ مساعد للعلاقات الدولية في المدرسة الجديدة وأستاذ منتسب للوعظ والأخلاقيات العامة في كلية ميدفيل لومبارد اللاهوتية في شيكاغو.